# Antonio Barluzzi
Antonio Barluzzi (ur. 26 września 1884 w Rzymie, zm. 14 grudnia 1960 tamże) – włoski architekt, projektant wielu świątyń w Ziemi Świętej.

## Życiorys
Antonio Barluzzi pochodził z wielodzietnej rodziny, która od pokoleń pracowała w Watykanie. Ukończył studia na Wydziale Inżynierskim Uniwersytetu w Rzymie. W 1912 wyjechał wraz z bratem Gulio do Jerozolimy, by projektować włoski szpital. Po wybuchu I wojny światowej wrócił do Włoch. W październiku 1917 wraz z włoskim korpusem armii brytyjskiej powrócił do Jerozolimy. Wkrótce otrzymał zlecenie zaprojektowania bazyliki Przemienienia na Górze Tabor. Barluzzi pracował w Ziemi Świętej do 1958, gdy przeszedł zawał serca. Wówczas powrócił do Rzymu.

## Twórczość
- dzwonnica włoskiego kościoła szpitalnego w Jerozolimie (obecnie część izraelskiego Ministerstwa Edukacji i Kultury) (1919)
- bazylika Przemienienia Pańskiego na górze Tabor (1921-1924)
- kościół Nawiedzenia NMP w En Kerem (1955)
- kościół Dominus flevit na górze Oliwnej w Jerozolimie (1953-1955)
- kościół Biczowania przy Via Dolorosa w Jerozolimie (restauracja i wystrój)
- kościół Konania (Kościół Wszystkich Narodów) w ogrodzie Getsemani w Jerozolimie
- kościół św. Łazarza w Betanii
- kościół na Polu Pasterzy w Bet Sahur pod Betlejem
- Kolegium Franciszkańskie Terra Sancta w Jerozolimie (1926)
- szpital w Hajfie (1932)
- kościół na Górze Błogosławieństw (1939)